# Miconia saxicola
Miconia saxicola là một loài thực vật có hoa trong họ Mua. Loài này được Brandegee mô tả khoa học đầu tiên năm 1905.